# Jurriaan Schrofer

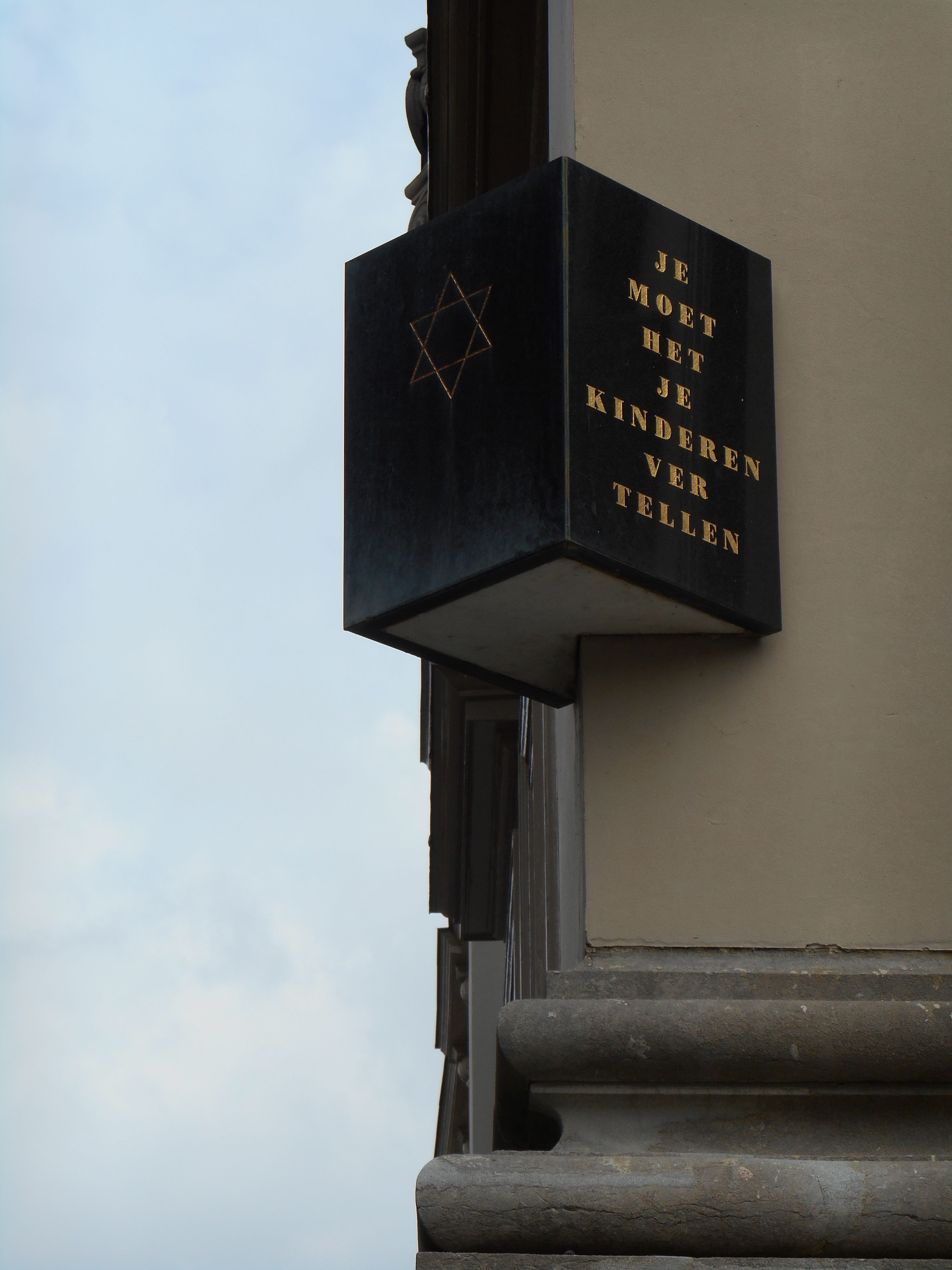
Gedenksteen Je moet het je kinderen vertellen te Dordrecht, ontworpen door Jurriaan Schrofer

Jurriaan Willem Schrofer (Den Haag, 15 april 1926 – Amsterdam, 1 juli 1990) was een Nederlands grafisch ontwerper, typograaf, boekbandontwerper, docent, en kunstbestuurder.

## Biografie
Schrofer was de zoon van de kunstschilder Willem Schrofer. Nadat zijn ouders waren gescheiden ging hij school op De Werkplaats van Kees Boeke. Schrofer wilde aanvankelijk filmregisseur worden, maar eind jaren veertig ontmoette hij Dick Elffers waarna hij diens assistent werd. Van 1952 tot 1955 werkte hij bij drukkerij Meijer, te Wormerveer. Later werkte hij voor de Nationale Publiciteits Onderneming (NPO).

In de jaren vijftig ontwierp Schrofer fotoboeken van onder andere zijn partner Violette Cornelius, Ed van der Elsken, Paul Huf en Cas Oorthuys.

Toen in 1956 Een liefdesgeschiedenis in Saint Germain des Prés van Ed van der Elsken uitkwam, veroorzaakte dit boek een sensatie, niet in de laatste plaats door de filmische rangschikking van Van der Elskens foto's door Schrofer.
Hij ontwierp vanaf eind jaren vijftig een aantal boekomslagen voor uitgeverij Bert Bakker. Vanaf 1961 ontwierp hij filmaffiches voor Fons Rademakers, onder andere voor de films Het mes (1961) en Als twee druppels water (1963). In deze periode werkte Schrofer enkele jaren samen met Kees Nieuwenhuijzen.

Samen met Arthur Lehning verzorgde hij een bloemlezing uit i 10, die in 1963 verscheen. In datzelfde jaar ontwierp Schrofer een bedrijfslogo voor Koninklijke Hoogovens. Later volgde een logo voor de Nederlandse Operastichting.
In de jaren zeventig ontwierp Schrofer boekomslagen voor uitgeverij Mouton, en een aantal Rijam-agenda's. In 1963 had hij al een bureauagenda ontworpen voor PTT.
Van 1974 tot 1979 was Schrofer partner bij Total Design. Hij maakte daarnaast vanaf 1959 deel uit van de redactie van het architectuurtijdschrift Forum. Ook was hij docent aan verschillende Nederlandse kunstacademies, waaronder de Kunstacademie Arnhem en de Gerrit Rietveld Academie. In 1975 werd hij voorzitter van de Federatie van Kunstenaarsverenigingen, maar in april 1982 besloot hij op te stappen.
In 1989 werd te Dordrecht een door Schrofer ontworpen monument onthuld, ter herinnering aan de gedeporteerde joodse gemeenschap van Dordrecht en Zwijndrecht.
Schrofer overleed op 64-jarige leeftijd na een langdurige ziekte. Zijn archief werd aanvankelijk ondergebracht bij Stedelijk Museum Amsterdam, maar berust sinds 2010 bij de Universiteitsbibliotheek van Amsterdam.

## Ontwerpen voor postzegels
Voor PTT ontwierp hij een postzegel met de beeltenis van Eduard Meijers, die in 1970 werd uitgegeven ter gelegenheid van de invoering van het nieuw Burgerlijk Wetboek, en twee postzegels met als thema de landaanwinning in de voormalige Zuiderzee die in 1976 verschenen. In 1984 volgde een postzegel gewijd aan het Wereld Natuur Fonds.

## Eerbewijzen
Aan Schrofer werd onder andere tweemaal de H.N. Werkmanprijs toegekend, en tweemaal de Rizzoliprijs. In 1975 werd hij Ridder in de Orde van Oranje Nassau.

### Prijzen
- 1955 - H.N. Werkmanprijs
- 1961 - H.N. Werkmanprijs (voor het boek Space for Living[11])
- 1963 - G.J. Thiemefonds
- 1965 - Rizzoliprijs
- 1967 - Advertentie-jaarprijs van het Genootschap voor de Reclame
- 1970 - Rizzoliprijs
- 1987 - Bührmann-Ubbens papierprijs[12]